# Eugenio Boegan
Eugenio Boegan (Trieste, 2 ottobre 1875 – Trieste, 18 novembre 1939) è stato un esploratore e speleologo italiano.

Eugenio Boegan

Inizia già da ragazzo l'esplorazione delle grotte del Carso, assieme ad altri coetanei con i quali costituisce il Club Alpino dei Sette.  Alcuni anni dopo il gruppo confluisce nella Commissione Grotte della Società Alpina delle Giulie, della quale nel 1904 Boegan viene eletto presidente, ed ove porrà le basi di quello che successivamente diverrà il Catasto delle Grotte.
Numerosi i suoi studi e le sue pubblicazioni sia sulle cavità che sull'idrologia carsica, tra le quali quelle su varie grotte del Carso, sulle sorgenti di Aurisina e sul fiume sotterraneo Timavo. La sua maggiore opera è però il libro Duemila grotte (sottotitolo Quarant'anni di esplorazioni nella Venezia Giulia), scritto assieme a Luigi Vittorio Bertarelli, all'epoca primo presidente del Touring Club Italiano, ed edito per la prima volta nel 1926 a cura dello stesso Touring Club Italiano. Il libro costituì un punto di riferimento nella speleologia moderna e rimane ancora oggi un esempio insuperato di monografia speleologica regionale.
La commissione grotte gli fu successivamente intitolata, ed oggi si chiama Commissione Grotte Eugenio Boegan.